# Saint-Bonnet-de-Mure
Pour les articles homonymes, voir Saint-Bonnet (homonymie).
Saint-Bonnet-de-Mure est une commune française, située en banlieue de Lyon dans le département du Rhône en région Auvergne-Rhône-Alpes.

## Géographie
Commune située à environ 15 km à l’est de Lyon, elle est traversée par la route nationale 6, l'autoroute A43 et est proche de l’aéroport de Lyon-Saint-Exupéry. Elle fait partie des communes dites de l'Est lyonnais.
Elle appartenait au département de l'Isère jusqu'en 1968, puis fut rattachée au département du Rhône. Pour des causes historiques, le Dauphiné touchait les rives du Rhône, jusqu'à la Grande Rue de la Guillotière… (raison pour laquelle certains Canuts s'y réfugièrent, mais furent pourtant plus de trois mille à y mourir… fusillés par la troupe[réf. nécessaire]).

### Climat
Pour des articles plus généraux, voir Climat d'Auvergne-Rhône-Alpes et Climat du Rhône.
En 2010, le climat de la commune est de type climat océanique altéré, selon une étude du Centre national de la recherche scientifique s'appuyant sur une série de données couvrant la période 1971-2000. En 2020, Météo-France publie une typologie des climats de la France métropolitaine dans laquelle la commune est dans une zone de transition entre le climat semi-continental et le climat de montagne et est dans la région climatique  Bourgogne, vallée de la Saône, caractérisée par un bon ensoleillement (1 900 h/an), un été chaud (18,5 °C), un air sec au printemps et en été et des vents faibles. 
Pour la période 1971-2000, la température annuelle moyenne est de 11,8 °C, avec une amplitude thermique annuelle de 17,9 °C. Le cumul annuel moyen de précipitations est de 907 mm, avec 9,9 jours de précipitations en janvier et 6,6 jours en juillet. Pour la période 1991-2020, la température moyenne annuelle observée sur la station météorologique de Météo-France la plus proche, « Lyon-Saint-Exupery », sur la commune de Colombier-Saugnieu à 7 km à vol d'oiseau, est de 12,8 °C et le cumul annuel moyen de précipitations est de 862,5 mm,. Pour l'avenir, les paramètres climatiques de la commune estimés pour 2050 selon différents scénarios d'émission de gaz à effet de serre sont consultables sur un site dédié publié par Météo-France en novembre 2022.
| Mois                                  | jan.             | fév.             | mars            | avril         | mai             | juin          | jui.           | août           | sep.           | oct.            | nov.            | déc.             | année      |
| ------------------------------------- | ---------------- | ---------------- | --------------- | ------------- | --------------- | ------------- | -------------- | -------------- | -------------- | --------------- | --------------- | ---------------- | ---------- |
| Température minimale moyenne (°C)     | 1,1              | 1,4              | 4,3             | 7,3           | 11,2            | 14,8          | 16,7           | 16,5           | 12,8           | 9,6             | 4,8             | 1,9              | 8,5        |
| Température moyenne (°C)              | 3,9              | 4,9              | 8,8             | 12,1          | 16,1            | 19,9          | 22,1           | 21,9           | 17,7           | 13,5            | 7,9             | 4,6              | 12,8       |
| Température maximale moyenne (°C)     | 6,6              | 8,4              | 13,4            | 16,9          | 20,9            | 25            | 27,5           | 27,3           | 22,5           | 17,3            | 11              | 7,2              | 17         |
| Record de froid (°C) date du record   | −20,3 07.01.1985 | −12,9 11.02.1986 | −9,6 01.03.05   | −3 08.04.03   | −0,2 01.05.1976 | 4 04.06.1984  | 6,6 22.07.1980 | 5,1 30.08.1986 | 1,7 22.09.1977 | −3,7 31.10.1997 | −8,1 27.11.1989 | −12,7 10.12.1980 | −20,3 1985 |
| Record de chaleur (°C) date du record | 20,4 10.01.15    | 22,4 24.02.1990  | 26,1 22.03.1990 | 28,8 30.04.05 | 33,9 24.05.09   | 38,1 22.06.03 | 39,4 24.07.19  | 39,9 24.08.23  | 34,2 10.09.23  | 30,3 09.10.23   | 22,4 08.11.15   | 20,1 18.12.1989  | 39,9 2023  |
| Ensoleillement (h)                    | 727              | 993              | 1 678           | 1 826         | 2 165           | 2 515         | 2 786          | 2 469          | 186            | 1 235           | 717             | 504              | 19 473     |
| Précipitations (mm)                   | 55               | 46,9             | 54,1            | 72,4          | 82,7            | 70,7          | 67,4           | 70,6           | 86,6           | 101             | 92,1            | 63               | 862,5      |

## Urbanisme

### Typologie
Au 1er janvier 2024, Saint-Bonnet-de-Mure est catégorisée ceinture urbaine, selon la nouvelle grille communale de densité à sept niveaux définie par l'Insee en 2022.
Elle appartient à l'unité urbaine de Saint-Laurent-de-Mure, une agglomération intra-départementale regroupant deux  communes, dont elle est ville-centre,,. Par ailleurs la commune fait partie de l'aire d'attraction de Lyon, dont elle est une commune de la couronne,. Cette aire, qui regroupe 397 communes, est catégorisée dans les aires de 700 000 habitants ou plus (hors Paris),.

### Occupation des sols
L'occupation des sols de la commune, telle qu'elle ressort de la base de données européenne d’occupation biophysique des sols Corine Land Cover (CLC), est marquée par l'importance des territoires agricoles (68,6 % en 2018), en diminution par rapport à 1990 (77,4 %). La répartition détaillée en 2018 est la suivante : 
terres arables (64,6 %), zones urbanisées (15,5 %), zones industrielles ou commerciales et réseaux de communication (8,1 %), mines, décharges et chantiers (5,6 %), zones agricoles hétérogènes (4 %), forêts (2,2 %). L'évolution de l’occupation des sols de la commune et de ses infrastructures peut être observée sur les différentes représentations cartographiques du territoire : la carte de Cassini (XVIIIe siècle), la carte d'état-major (1820-1866) et les cartes ou photos aériennes de l'IGN pour la période actuelle (1950 à aujourd'hui).

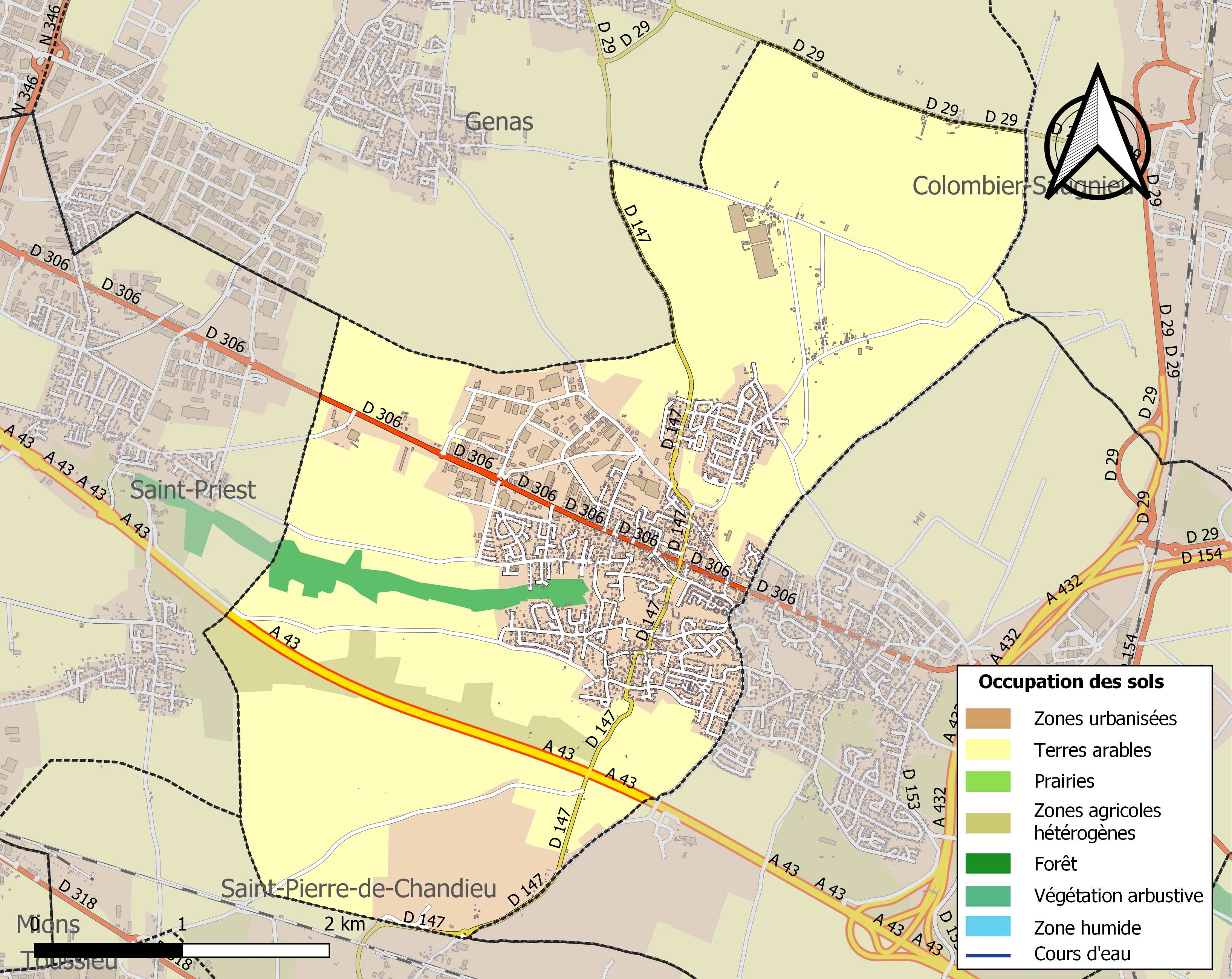
Carte des infrastructures et de l'occupation des sols de la commune en 2018 (CLC).

## Toponymie
Le nom de la commune honore un saint répandu dans la toponymie. Originaire d’Auvergne, saint Bonnet est présent aux cours d'Austrasie puis de Neustrie, puis évêque de Clermont. Concernant Mure, on peut noter la présence d'un "les muriers" dans la plaine de l'autre coté de la voie de chemin de fer sur la commune voisine, ainsi que la forte activité autour de la soie et donc des muriers dans la région, mais l'origine est ailleurs. La racine Mur se retrouve aussi liée parfois à des lieux élevés, mais sans rapport ici. Mure est resté le nom du quartier en bordure de St Laurent, mais était autrefois le nom du village.
L’étymologie remonte à une locution adverbiale " ad muros " et au terme " Murus " qui désigne une fortification préromaine ou gallo-romaine
Micro toponymie :
- vie de genas : déformation probable de via de genas, voie de genas (en patois local, le a final était parfois a peine prononcé)
- culmont : a rapprocher de Montcul à Colombier-Saugnieu.  Ce nom pourrait représenter une formation tautologique: la racine pré-indo-européenne °kŭk(k)- / °kūk(k)- signifiant « hauteur arrondie »[14].

## Histoire
Les Mures, ainsi s'appelait le village autrefois  ainsi que le village limitrophe, aujourd'hui Saint-Laurent-de-Mure.
Au VIIe siècle, la nouvelle paroisse de Saint Bonet sortie des franchises romaines, le « pagus lugdunensis » , passe aux mains des comtes archevêques du diocèse de Lyon. Dépendant alors de l’archiprêtré de Meyzieu elle choisit saint Bonet comme patron.
Sur certaines cartes anciennes, Saint Laurent , Mure et le monastère de Poulieu figurent ainsi séparément, St Bonnet étant absent. Sur les cartes de Cassini, et sur les cartes d'Etat Major (~1850), Mure figure en gros et Saint Laurent et Saint Bonnet en plus petit, comme deux éléments.
Le dernier baron des Mures est décédé en guerre des Flandres au XVIe siècle dont le plus célèbre guerroyeur était le duc d'Albe au profit de Charles Quint : son épitaphe trône encore à droite du chœur de l'église de Saint-Bonnet-de-Mure ; c'est l'un des uniques vestiges de l'ancienne église paroissiale qui autrefois siégeait au sommet de la colline de Saint-Bonnet (transférée au XIXe siècle à mi-pentes), sa lecture est très émouvante.
Le château des Mures finit par appartenir aux Boucquerelle (stèle incrustée à l'entrée du château), puis aux sœurs de l'ordre des Carmèles. Jamais aucun chenapan du village ne put, ou n'eut même l'intention d'y pénétrer par respect naturel des nonnes comme signes de survivance de préjugés, ou de respect tout simplement[réf. nécessaire]. Enfin le-dit château finit par revenir à la commune au départ des dernières nonnes, les murs furent abattus et tout le monde put profiter du magnifique parc : aujourd'hui c'est la mairie… Et le mystère de ces hauts-murs s'est évanoui…
Au cours de la Révolution française, la commune est restée paroisse puis section de la commune de Saint-Laurent-de-Mure (alors Mure-la-Fontaine) puis devint autonome vers le 20 floréal an VIII (10 mai 1800) sous le nom de Mures ; elle a recouvré son nom de Saint-Bonnet-de-Mure en 1807.

## Héraldique
| Armes | Les armes de Saint-Bonnet-de-Mure se blasonnent ainsi : D'azur à la tour crénelée de cinq pièces d'argent, maçonnée de sable, au chef cousu de gueules chargé de trois casques aussi d'argent tarés de profil. |

## Politique et administration
Initialement rattachée au département de l'Isère et au canton d'Heyrieux, la commune de Saint-Bonnet-de-Mure est transférée au département du Rhône par la loi n°67-1205 du 29 décembre 1967.
Elle est par la même loi augmentée de parcelles distraites de la commune de Colombier-Saugnieu. Dans le département du Rhône, la commune rejoint le canton de Meyzieu.
À compter des élections cantonales de 2015, elle est rattachée au nouveau canton de Genas.

### Liste des maires
| Période                                  | Période   | Identité                | Étiquette        | Qualité                                                                                                 |
| ---------------------------------------- | --------- | ----------------------- | ---------------- | --- |
| 1855                                     | 1868      | François Joseph Biétrix |                  | |
| Les données manquantes sont à compléter. |           |                         |                  | |
| mars 1977                                | mars 2001 | Jacques Bandet          | DVD              | |
| mars 2001                                | En cours  | Jean-Pierre Jourdain    | UDI-LC puis LREM | Enseignant retraité 4e vice-président de la CC de l'Est lyonnais Suppléant de la Députée Sarah Tanzilli |

## Démographie
L'évolution du nombre d'habitants est connue à travers les recensements de la population effectués dans la commune depuis 1800. Pour les communes de moins de 10 000 habitants, une enquête de recensement portant sur toute la population est réalisée tous les cinq ans, les populations de référence des années intermédiaires étant quant à elles estimées par interpolation ou extrapolation. Pour la commune, le premier recensement exhaustif entrant dans le cadre du nouveau dispositif a été réalisé en 2005.

En 2022, la commune comptait 6 988 habitants, en évolution de +2,36 % par rapport à 2016 (Rhône : +3,93 %, France hors Mayotte : +2,11 %).
| 1800 | 1806 | 1821 | 1831 | 1836 | 1841  | 1846  | 1851  | 1856 |
| ---- | ---- | ---- | ---- | ---- | ----- | ----- | ----- | ---- |
| 721  | 767  | 907  | 887  | 941  | 1 005 | 1 003 | 1 001 | 996  |

| 1861 | 1866 | 1872 | 1876 | 1881 | 1886 | 1891 | 1896 | 1901 |
| ---- | ---- | ---- | ---- | ---- | ---- | ---- | ---- | ---- |
| 952  | 965  | 904  | 881  | 823  | 841  | 802  | 767  | 740  |

| 1906 | 1911 | 1921 | 1926 | 1931 | 1936 | 1946 | 1954 | 1962 |
| ---- | ---- | ---- | ---- | ---- | ---- | ---- | ---- | ---- |
| 695  | 685  | 616  | 650  | 697  | 635  | 643  | 770  | 860  |

| 1968  | 1975  | 1982  | 1990  | 1999  | 2005  | 2006  | 2010  | 2015  |
| ----- | ----- | ----- | ----- | ----- | ----- | ----- | ----- | ----- |
| 1 322 | 2 363 | 3 206 | 4 604 | 5 597 | 6 119 | 6 094 | 6 466 | 6 851 |

| 2020  | 2022  | - | - | - | - | - | - | - |
| ----- | ----- | - | - | - | - | - | - | - |
| 6 876 | 6 988 | - | - | - | - | - | - | - |

## Transports en commun
La commune est desservie depuis le 31 août 2015 par le réseau TCL du SYTRAL. Le réseau Les Cars du Rhône ne dessert donc plus Saint-Bonnet-de-Mure. En revanche, la numérotation de la ligne reste inchangée par le changement du réseau.
La ligne   relie Lyon Grange-Blanche à Colombier-Saugnieu Les Salines par la RN6
Les lignes Junior Direct (JD) à vocation scolaire : JD18, JD19, JD25, JD126, JD150, JD253 et JD333.

## Lieux et monuments
- Église avec stèle du dernier baron des Mures (XIXe siècle, sauf la stèle et quelques restes.)
- Restes de l'ancienne église au sommet de la colline : deux colonnes à l'entrée d'une résidence privée.
- Stèle commémorative de la présence des Boucquerelle à Saint-Bonnet à l'entrée du château communal.
- Maison de la photographie.
- Dommages, monument aux vétérans des essais nucléaires, inauguré en 2017.

## Jumelages
Hungen (Allemagne) depuis 1988, voir Hungen.